# Brycon gouldingi
Brycon gouldingi es una especie de pez de la familia Characidae en el orden de los Characiformes.

## Morfología
Los machos pueden llegar alcanzar los 47,8 cm de longitud total.
- Número de  vértebras: 47.[1]

## Alimentación
Come frutos e insectos.

## Hábitat
Vive en zonas de clima tropical.

## Distribución geográfica
Se encuentran en Sudamérica:  cuenca del río Tocantins en Brasil.